# Cat Sidhe

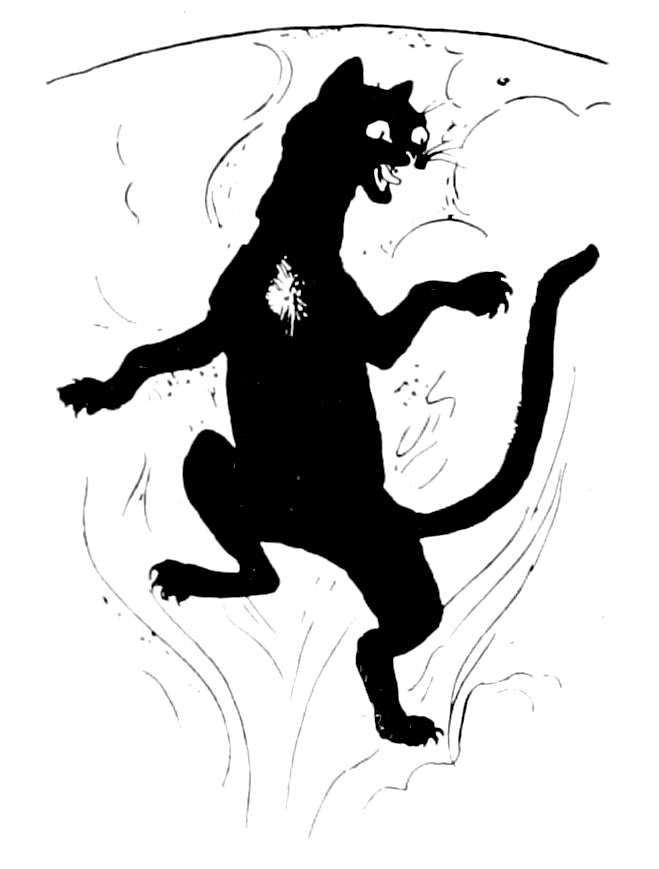
Cat Sìth. Illustration par John Dickson Batten de l'histoire The King of the Cats du livre More English Fairy Tales (1894).

Le Cat Sìth (Écosse), ou Cat Sídhe (Irlande, Cat Sí, nouvelle graphie) est une créature légendaire de la mythologie celtique, que l'on dit ressembler à un grand chat noir avec une tache blanche sur sa poitrine. La légende raconte que ces chats fantômes hantent les Highlands. Certains folklores considèrent que ce chat est en fait une sorcière transformée.
Les légendes qui entourent cette créature sont communes dans le folklore écossais, et sont également présentes en Irlande.
Le cryptozoologiste Karl Shuker, dans son livre Mystery Cats of the World (1989), pense que la légende du Cat Sìth pourrait être inspirée du chat de Kellas, qui est supposément un hybride entre chat domestique et chat sauvage, se rencontrant en Écosse. Le chat de Kellas ressemble à un grand chat sauvage, et est probablement présent en Écosse depuis très longtemps.